# Saint-Pierre-d'Amilly

Saint-Pierre-d'Amilly este o comună în departamentul Charente-Maritime, Franța. În 1 ianuarie 2022 avea o populație de 564 de locuitori.